# 大園 (大字)
大園，原稱為大坵園，是臺灣桃園市大園區的一個傳統地域名稱，也是全區主聚落所在地，位於該區中部。相較於今日行政區，其範圍大致與大園里相近。

## 歷史
台灣清治末期至日治初期，大園地區為一街庄，稱為「大坵園庄」，隸屬於竹北二堡。該庄北與內海墘庄為鄰，東及東南與橫山庄為鄰，西南邊及西邊隔老街溪田心仔庄為界。
1901年（日治明治三十四年）11月，全台廢縣廳改設二十廳，該庄隸屬於桃仔園廳。1903年（明治三十六年），改名桃園廳。1909年（明治四十二年）10月，合併二十廳為十二廳，該庄隸屬不變。1920年（大正九年），廢十二廳改設五州二廳，該庄改制並改名為「大園」大字，隸屬於新竹州桃園郡大園庄。
戰後大園庄改制為大園鄉，隸屬於新竹縣，大字亦改制為村。1950年桃、竹、苗分治，大園鄉改隸屬於桃園縣。2014年12月，桃園縣升格為直轄桃園市，大園鄉改制為大園區，村亦改制為里。

## 交通
省道台15線（國際路一段）是關渡至香山的傳統北台灣西部海岸平面幹道，大致先以東北—西南走向轉東北東—西南西走向經過木園地區西北部近邊界地帶。由該道路向東北可前往坑子口、大南灣、八里等地，向西南西可前往觀音、崁頭厝、紅毛港、樹林子（坑子口地區北部）、貓兒錠、舊港等地，其中樹林子至貓兒錠南端鳳山溪橋路段與省道台61線（西部濱海快速公路）共線。
市道110號是大園至新店的道路，其西北側端點位於本地區北部近邊界的省道台15線路口。由此向南南東出境後轉東南可前往國道2號大園交流道、新庄子、桃園、鶯歌、三峽等地。
市道113號（中華路、中山南路）是大園至龍潭十一份的道路，大致以東北—西南走向轉縱向再轉西北—東南走向蜿蜒經過本地區。由該道路向東北可前往圳股頭南部、沙崙南部並止於埔頂附近的省道台15線路口，向東南可前往中壢、龍潭並止於十一份的省道台3甲線路口。
區道桃30線（中山北路）是草漯海邊到大園市園的道路，其東南側端點位於本地區市道113號路口。由此向北北西轉西北出境後可前往內海墘、許厝港、草漯地區海邊，
區道桃43線（和平西路）是大園至大崙的道路，其北側端點位於大園市區西南側的市道113號路口，由此向西南可前往雙溪口，後轉東南再轉南可前往大崙並止於市道112號路口。